# 足柄サービスエリア
足柄サービスエリア（あしがらサービスエリア）は、静岡県御殿場市（上り線）および駿東郡小山町（下り線）にある東名高速道路のサービスエリア。スマートインターチェンジが併設されている。
下り線から本サービスエリアに入る際には、登坂車線を利用する必要がある。

## 概要
足柄サービスエリアは国内でも有数の広さを誇り、入浴・宿泊施設（1977年（昭和52年）9月12日営業開始）を備えるサービスエリアの先駆けでもある。上下線とも、付近の地下水である「足柄の水」を提供する蛇口が設けられている。

## 道路
- E1 東名高速道路(6-1番)

## 施設
2010年（平成22年）11月25日にリニューアルオープンした。『EXPASA足柄』（エクスパーサあしがら）の愛称が付けられている。
今回のリニューアルでは、“通過型サービスエリア”から“滞在型サービスエリア”へ質的転換を図る新しいスタイルのサービスエリアを目指し、複合商業施設化を図っている。足柄SA（上り線）は、富士山を臨むレストランなど飲食店7店舗、箱根・伊豆の銘菓、スイーツを取り揃えたお土産店やデパ地下などにも出店している有名店「おこわ米八（よねはち）」「柿次郎（かきじろう）」など物販店5店舗が一部リニューアルオープンした。足柄SA（下り線）は、飲食店4店舗、物販店4店舗を一部リニューアルオープンし、高速道路SA初のドッグカフェ「huladog（フラドッグ）」が開店した（現在は閉店済み）。

### 上り線（東京方面）
- 駐車場
  - 大型 177台
  - 小型 516台
- トイレ

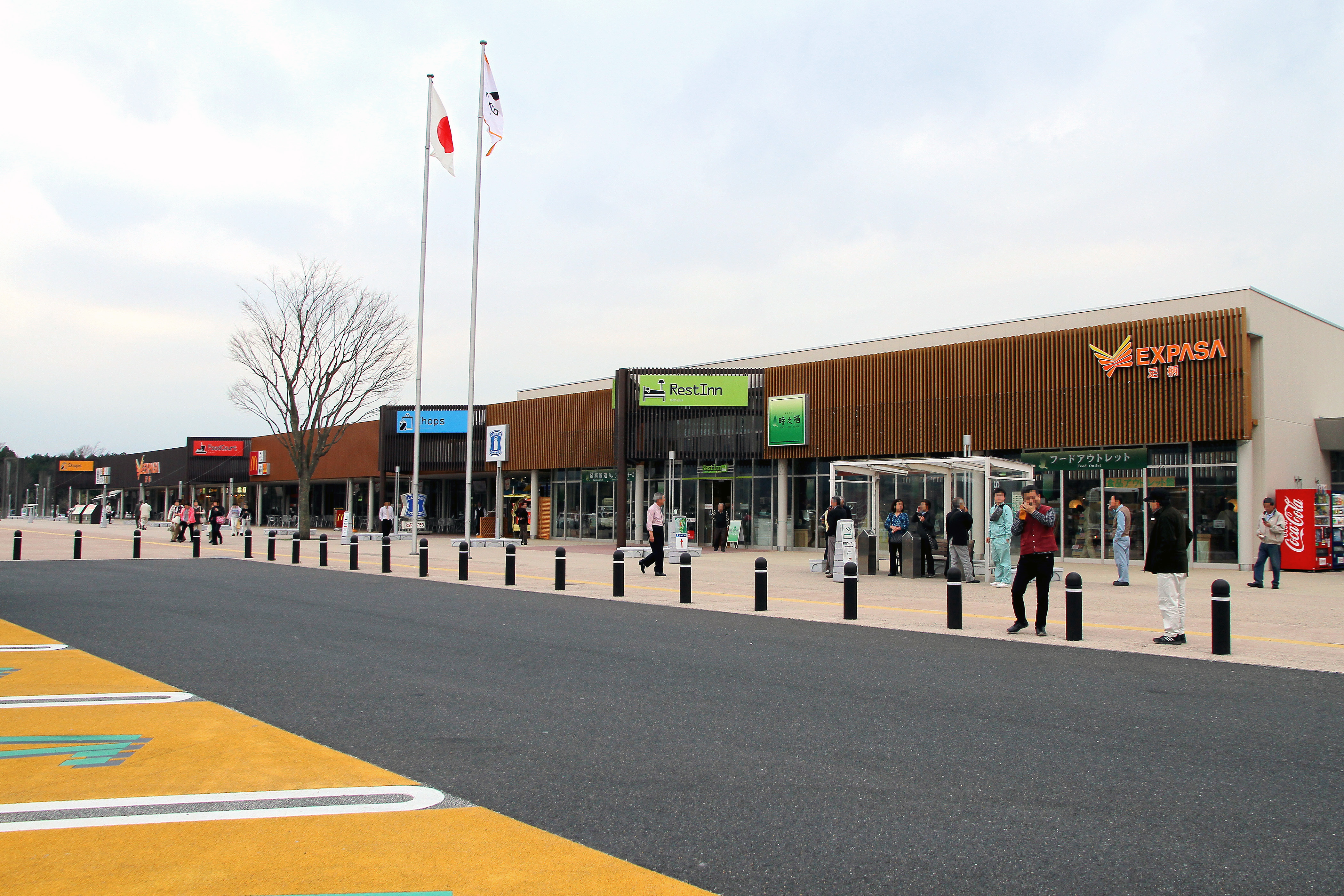
上り線EXPASA足柄

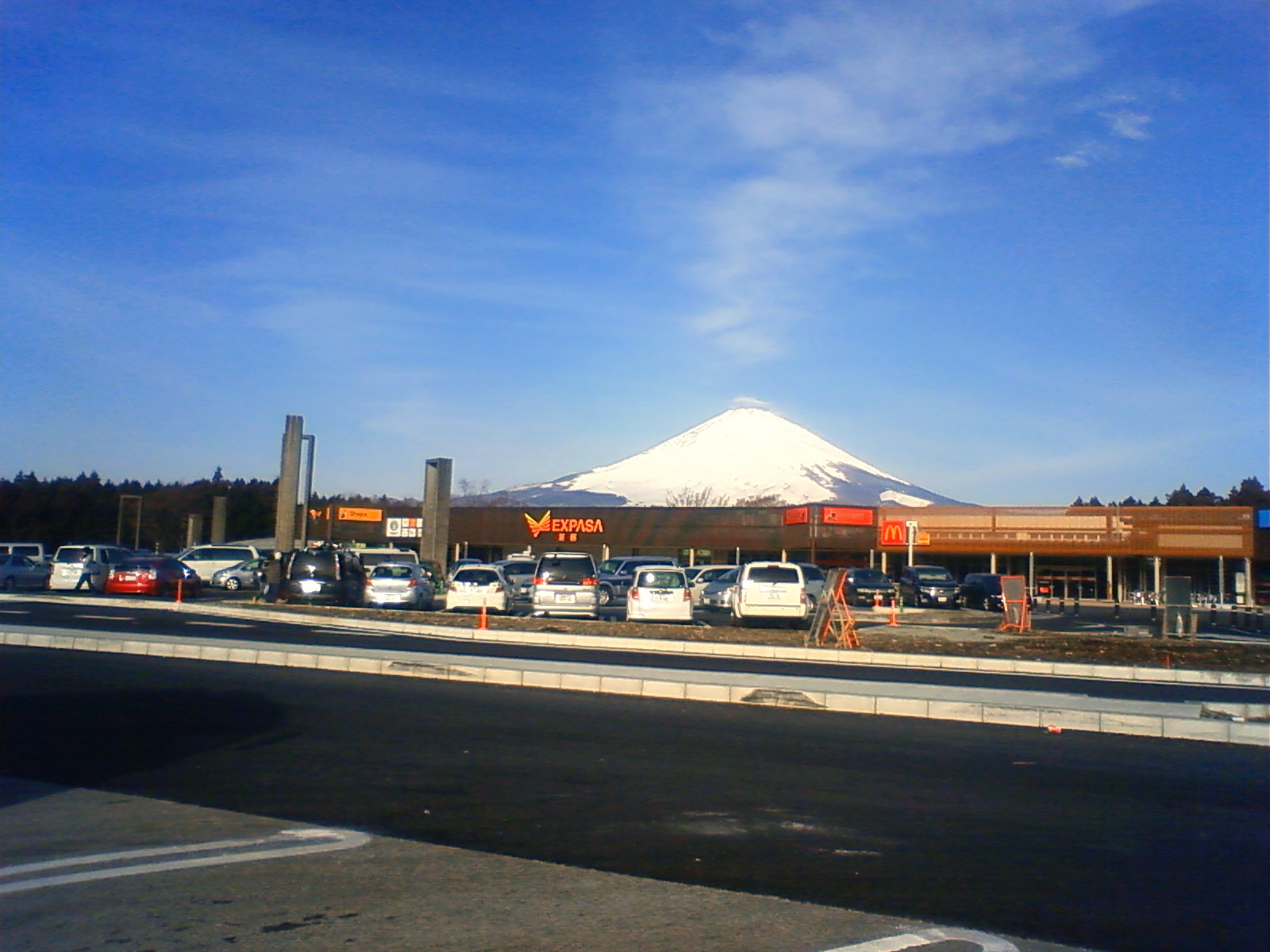
上り線から望む富士山

  - 男性 大21（和式3 ・洋式18）・小67
  - 女性 90（和式7・洋式83）
    - 同伴の男児用 3

  - 車椅子用 4
- ガソリンスタンド（出光興産（フジセキ）、24時間）[1]
- 給電スタンド（24時間）[1]
- フードコート[2]
  - らぁ麺MORIZUMI（10:00 - 23:00）
  - 足柄麺宿（24時間）
  - 御厨亭（24時間）
  - こめらく 海鮮茶漬けとおむすびと（9:00 - 22:00）
  - マクドナルド（24時間）
- レストラン[2]
  - ロータスガーデン（11:00 - 22:00）
  - レストラン時之栖（6:00 - 22:00）
- テイクアウト[2]
  - 富士山ファーム（8:00 - 21:00）
  - いでぼく（8:00 - 20:00）
- おみやげ[2]
  - 足柄ショッピング倶楽部（24時間）
  - 静岡生鮮マルシェ（9:00 - 19:00）
- コンビニエンスストア[2]
  - ローソン（24時間）
- カフェ[2]
  - スターバックスコーヒー（7:00 - 21:00）
- お弁当＆デリ[2]
  - しいのわっぱや（9:00 - 21:00）
  - 柿次郎（9:00 - 21:00）
  - 崎陽軒（9:00 - 21:00）
- ハイウェイ情報ターミナル[1]
- 自動販売機
- サービスエリア・コンシェルジュ・FAXサービス（8:00 - 20:00）[1]
- 郵便ポスト（御殿場郵便局）[1]
- ハイウェイホテル（宿泊・入浴）（レストイン時之栖、12:00 - 翌日10:00）[1]
- コインランドリー（12:00 - 翌日10:00）[1]
- 宝くじコーナー（9:00 - 19:00）[1]
- ベビーコーナー[1]
- ATM（24時間）[1]
- ドッグラン[1]
- ぷらっとパーク（24時間、駐車場 小型車 31台 / 身障者用 2台）[1]

### 下り線（名古屋方面）
- 駐車場
  - 大型 260台
  - 小型 517台
- トイレ

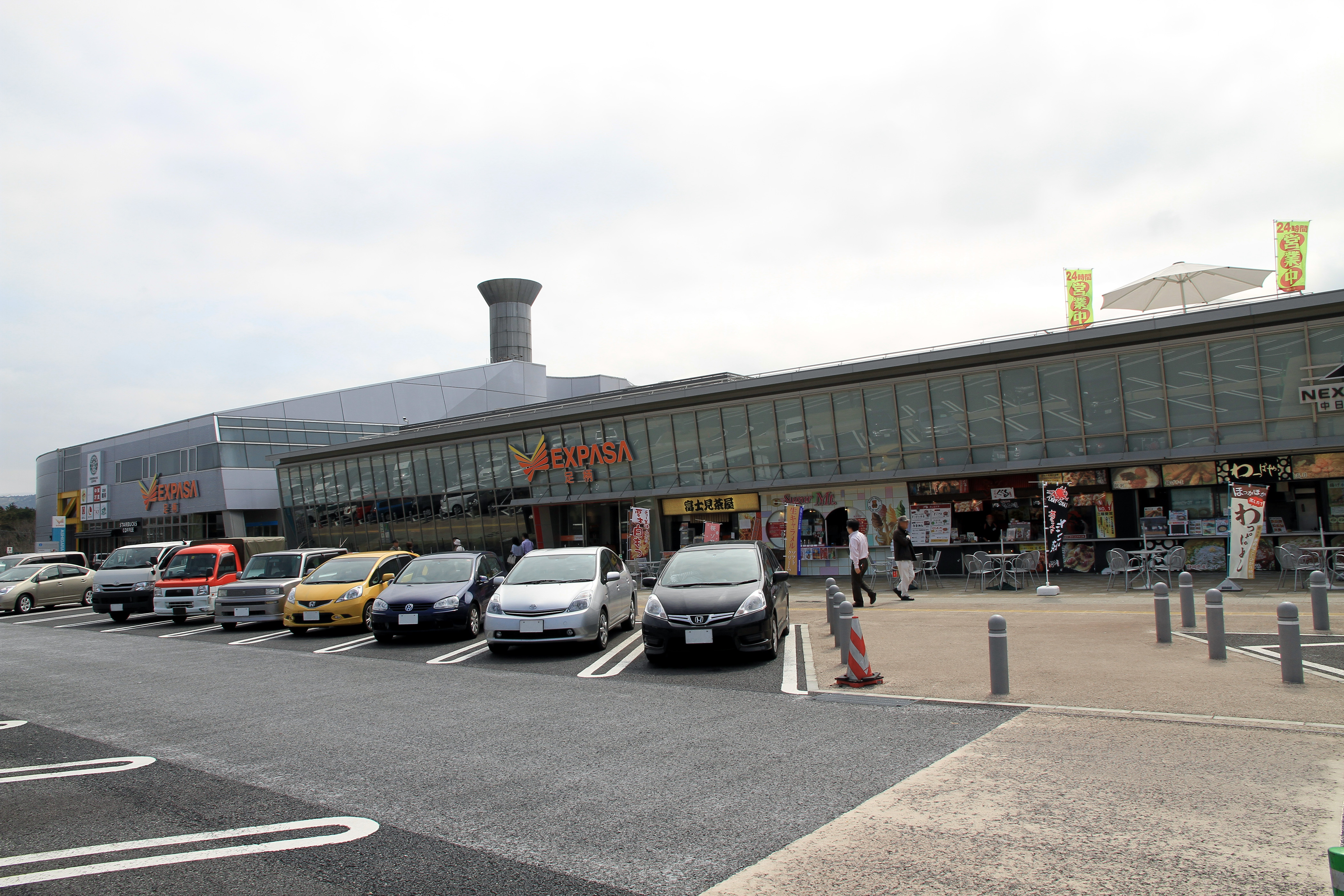
下り線EXPASA足柄

  - 男性 大22（和式4・洋式18）・小56
  - 女性 95（和式8・洋式87）
    - 同伴の男児用 2
    - 幼児用トイレ 2（洋式2）

  - 車椅子用 4
- ガソリンスタンド（ENEOS（東京ガレーヂ）・岩谷産業 （オートガス）24時間）[3]
- 給電スタンド（24時間）[3]
- 水素ステーション（8:00 - 20:00）[3][4]
- フードコート[5]
  - 中華万里（24時間）
  - 足柄麺宿（24時間）
  - とんかつ新宿さぼてん（7:00 - 21:00）
  - ロッテリア（6:00 - 21:00）
    - まさかりバーガー、タワーバーガーは当店限定である。
- その他[5]
  - 吉野家（24時間）
  - カレーハウス CoCo壱番屋（7:00 - 22:00）
- レストラン[5]
  - 足柄の森レストラン（平日 : 11:00 - 21:00 / 土日祝 7:00 - 21:00）
- おみやげ[5]
  - ショッピングプラザ（24時間）
  - 足柄マルシェ（7:00 - 20:00）
- 衣服・服飾雑貨[5]
  - IZONE NEW YORK（7:00 - 19:00）
- テイクアウト[5]
  - 柿次郎（6:00 - 20:00）
  - 富士見茶屋（7:00 - 19:00）
  - くくる（7:00 - 19:00）
  - らぽっぽ（7:00 - 20:00）
  - 富士ミルクランド（8:00 - 20:00）
  - シュガーマウンテン（7:00 - 19:00）
- カフェ[5]
  - スターバックスコーヒー（6:30 - 21:30）
  - 足柄浪漫館 足湯カフェ（7:00 - 19:00）
- お弁当＆デリ[5]
  - わっぱや（7:00 - 19:00）
  - 崎陽軒（7:00 - 20:00）
- コンビニエンスストア[5]
  - ファミリーマート（24時間）
- ベーカリー[5]
  - GRANO VARIO（7:00 - 20:00）
- ハイウェイ情報ターミナル[3]
- 自動販売機
- サービスエリア・コンシェルジュ・FAXサービス（7:00 - 19:00）[3]
- 郵便ポスト（駿河小山郵便局）[3]
- 入浴施設[3]
  - 足柄浪漫館 あしがら湯（10:00 - 翌日8:00）
- コインランドリー（24時間）[3]
- 宝くじコーナー（9:00 - 19:00）[3]
- ベビーコーナー[3]
- ATM（24時間）[3]
- 遊具設備[3]
- ドッグラン[3]
- ぷらっとパーク（24時間、駐車場 小型車 60台 / 身障者用 1台）[3]
- chocoZAP（24時間）[6]

### 足柄スマートインターチェンジ

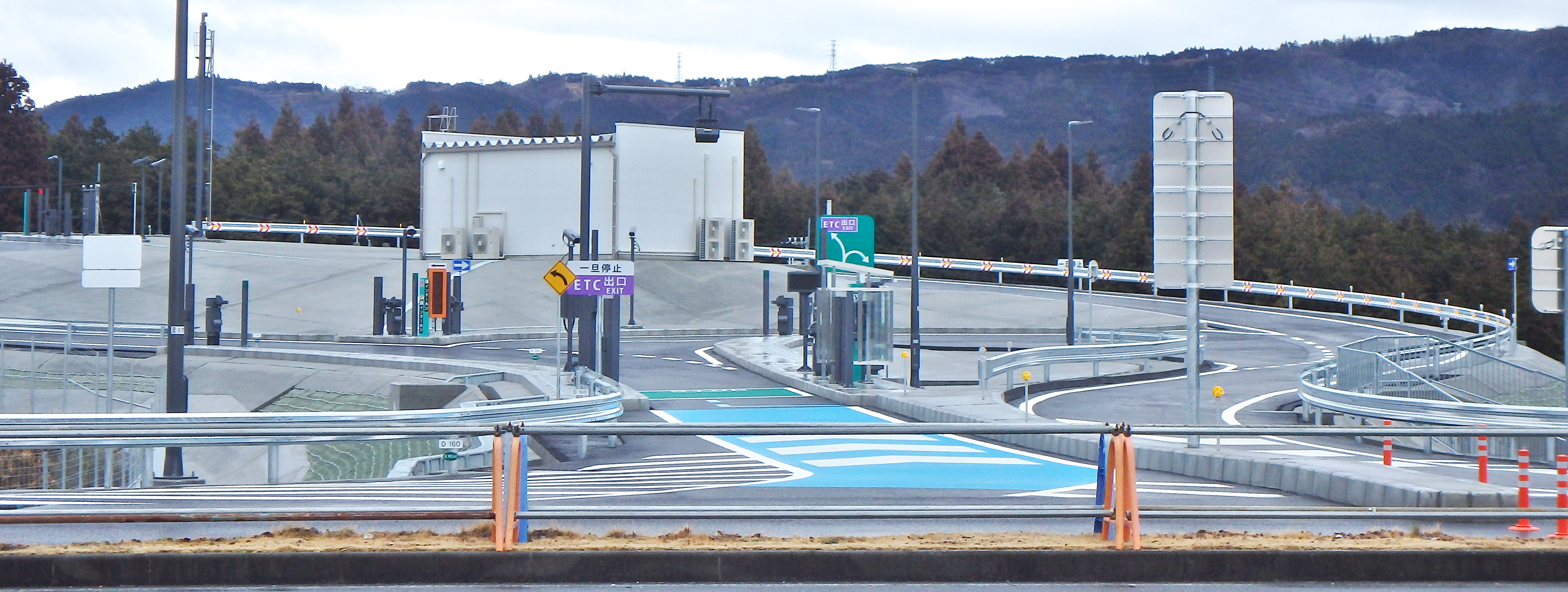
下り側の足柄スマートIC

足柄スマートインターチェンジ（あしがらスマートインターチェンジ）は、足柄サービスエリアに併設のスマートICである。
国土交通省より2016年（平成28年）5月27日付で新規事業化された。2019年（平成31年）3月9日に供用開始。利用可能車種はETC搭載の全車種で24時間運用。上下線ともに出入可となっている。

## 期間限定出店

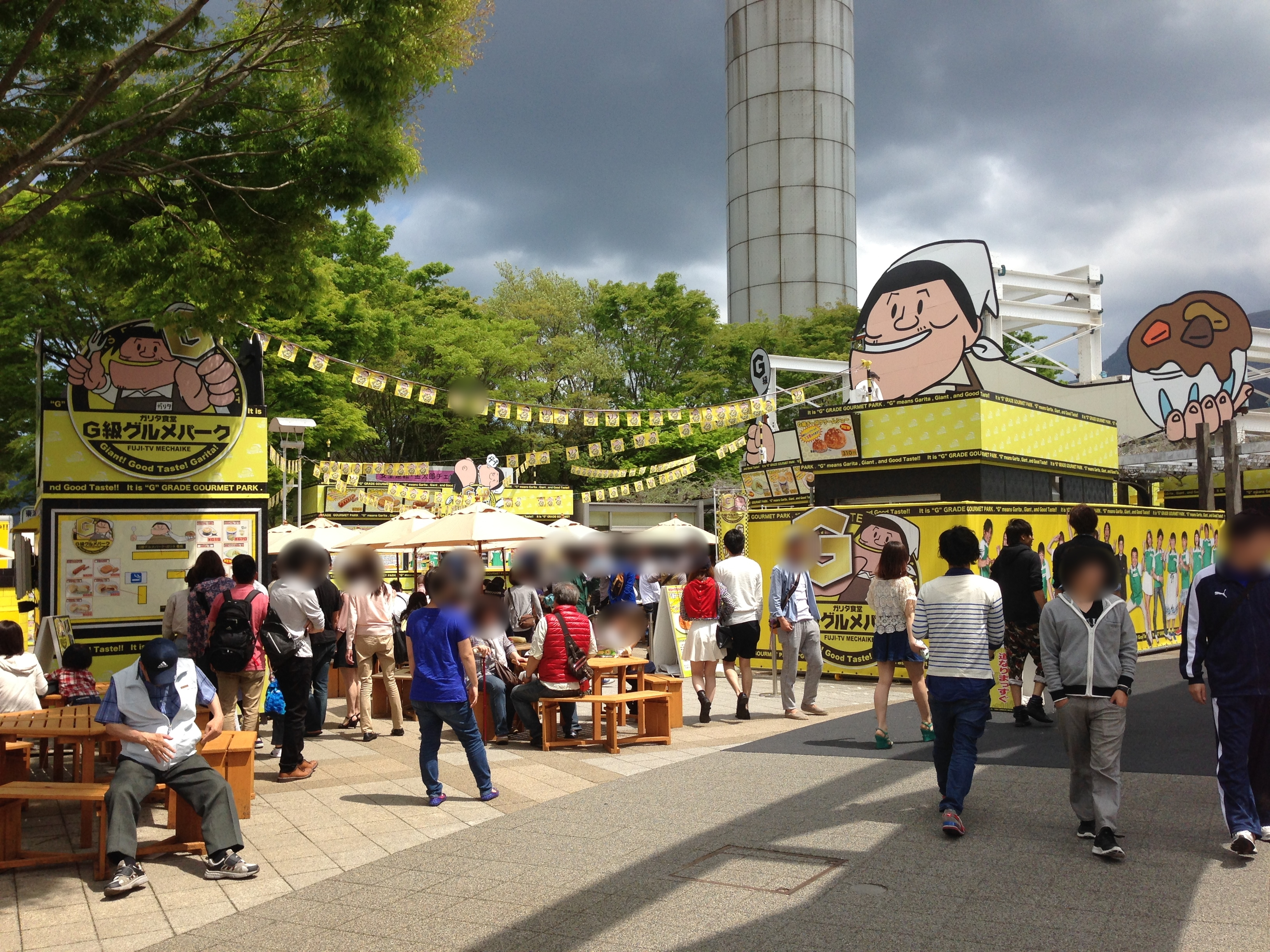
ガリタ食堂 G級グルメパーク（2014年5月）

- 2013年9月から2014年9月まで、下り側にて『めちゃ×2イケてるッ!』（フジテレビ[注釈 1]）とのコラボレーションとして各種のサービスを行う「めちゃイケサービスエリア」が実施された（当初は2014年3月までの予定だった[9]が、2014年3月15日放送の同番組中で延長が発表された）。営業時間は8:00 - 18:00。番組レギュラーの三中元克が総支配人を務めており、延長決定後はバイトリーダーとして江頭2:50も不定期で勤務した。期間終了後の2014年10月からは特設の「めちゃイケショップ」をリニューアルし、「GO-RAIKO SHOP by フジテレビ」として他番組のグッズも合わせて販売していたが、2015年秋に店舗は閉鎖・解体されている。
  - コラボレーション企画が行われたことが記されている「めちゃイケ笑顔の記念碑」という碑が残されている。
- 2015年7月から12月まで、下り側にてアニメ『新世紀エヴァンゲリオン』とのコラボレーションとして「NERV中日本 EVANGELION足柄」が実施された。これは同作の舞台である第3新東京市が本SAに程近い箱根に所在する設定であるため。期間中はイーストホールに世界最大級のエヴァ初号機の立像などが展示され、各店舗においてもコラボメニュー・コラボグッズが発売された[10]。その後期間が2016年5月8日まで延長され、ウエストホールには新たに新東名高速道路の愛知県区間の開通をPRする「新東名補完計画 ROAD TO AICHI」がパネル展示されていた。
- 2015年7月11日から2016年1月11日まで、上り側にてテレビ番組『行列のできる法律相談所』（日本テレビ[注釈 2]）とのコラボレーションとして「行列のできる法律相談所サービスエリア in EXPASA足柄」が実施された。出演者にちなんだフードメニューが提供されたほか、出演者の宮迫博之の実家のたこ焼き屋・「みや蛸」も出店された[11]。

## テレビ番組
- 日経スペシャル ガイアの夜明け 日本の動脈に商機あり～民営化２年･･･サービスエリアの攻防～（2008年2月5日、テレビ東京）[12] - 海老名と足柄のサービス合戦を取材。

## その他

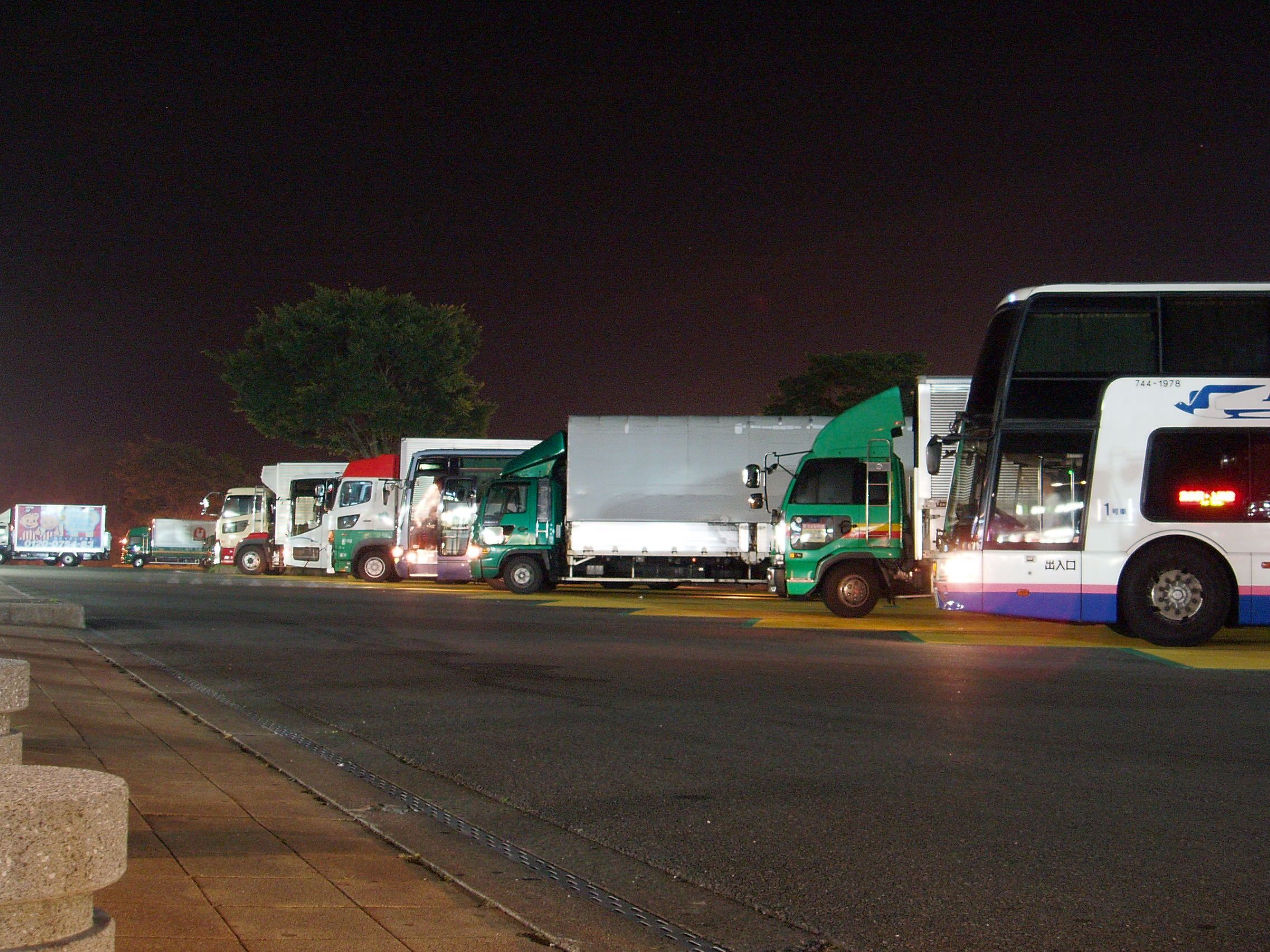
深夜はトラックや夜行バスなどが多く見られる

- 御殿場プレミアム・アウトレットに近いことから、連休等にはサービスエリア裏手からシャトルバスが運行されることがある。
- 富士スピードウェイで2007年と2008年に開催されたF1グランプリの際に、観客を乗せたバスの高速道路への出入り箇所として利用された。
- 東名高速道路を経由する多くの高速バスが休憩箇所として設定している。そのため、下り線の23時から1時まで・上り線の4時から6時までは多くの高速バスを見ることが出来る。

## 隣
E1 東名高速道路
(6) 大井松田IC - 鮎沢PA - (6-1)足柄SA/SIC - (7) 御殿場IC